# Тео Ретліфф
Теофалус Кертіс Ретліфф (англ. Theophalus Curtis Ratliff, нар. 17 квітня 1973, Демополіс, Алабама, США) — американський професіональний баскетболіст, що грав на позиціях важкого форварда і центрового за низку команд НБА. Гравець національної збірної США.

## Ігрова кар'єра
На університетському рівні грав за команду Вайомінг (1991–1995). За час студентської кар'єри зробив 425 блок-шоти, що стало найкращим показником в історії закладу.
1995 року був обраний у першому раунді драфту НБА під загальним 18-м номером командою «Детройт Пістонс». Захищав кольори команди з Детройта протягом наступних 2 сезонів.
З 1997 по 2001 рік грав у складі «Філадельфія Севенті-Сіксерс». 2001 року був запрошений для участі у матчі всіх зірок НБА, проте не зіграв через ушкодження.
2001 року перейшов до «Атланта Гокс», у складі якої провів наступні 3 сезони своєї кар'єри.
Наступною командою в кар'єрі гравця була «Портленд Трейл-Блейзерс», куди разом з Шаріфом Абдур-Рахімом та Деном Дікау перейшов в обмін на Рашида Воллеса та Веслі Персона. Відіграв за команду Портленда 2 сезони.
З 2006 по 2007 рік грав у складі «Бостон Селтікс».
2007 року разом з Джеральдом Гріном, Раяном Гомесом, Елом Джефферсоном та Себастіаном Телфером перейшов до «Міннесота Тімбервулвз» в обмін на Кевіна Гарнетта. У складі команди з Міннеаполіса провів наступну половину сезону. У лютому був відрахований з команди.
Наступною командою в кар'єрі гравця була «Детройт Пістонс», контракт з якою підписав у березні 2008 і за яку відіграв решту сезону 2008 року.
З 2008 по 2009 рік знову грав у складі «Філадельфія Севенті-Сіксерс».
2009 року перейшов до «Сан-Антоніо Сперс».
Наступною командою в кар'єрі гравця була «Шарлотт Бобкетс», до складу якої приєднався у лютому 2010 року.
Останньою ж командою в кар'єрі гравця стала «Лос-Анджелес Лейкерс», до складу якої він приєднався 2010 року і за яку відіграв один сезон.

## Статистика виступів в НБА

### Регулярний сезон
| Сезон             | Команда                       | GP  | GS  | MPG  | FG%  | 3P%  | FT%  | RPG | APG | SPG | BPG  | PPG  |
| ----------------- | ----------------------------- | --- | --- | ---- | ---- | ---- | ---- | --- | --- | --- | ---- | ---- |
| 1995–96           | «Детройт Пістонс»             | 75  | 2   | 17.4 | .557 | .000 | .708 | 4.0 | .2  | .2  | 1.5  | 4.5  |
| 1996–97           | «Детройт Пістонс»             | 76  | 38  | 17.0 | .531 | .000 | .698 | 3.4 | .2  | .4  | 1.5  | 5.8  |
| 1997–98           | «Детройт Пістонс»             | 24  | 12  | 24.4 | .514 | .000 | .683 | 5.0 | .6  | .5  | 2.3  | 6.5  |
| 1997–98           | «Філадельфія Севенті-Сіксерс» | 58  | 55  | 32.1 | .512 | .000 | .706 | 7.3 | .7  | .7  | 3.5  | 11.2 |
| 1998–99           | «Філадельфія Севенті-Сіксерс» | 50  | 50  | 32.5 | .470 | .000 | .725 | 8.1 | .6  | .9  | 3.0  | 11.2 |
| 1999–00           | «Філадельфія Севенті-Сіксерс» | 57  | 56  | 31.5 | .503 | .000 | .771 | 7.6 | .6  | .6  | 3.0  | 11.9 |
| 2000–01           | «Філадельфія Севенті-Сіксерс» | 50  | 50  | 36.0 | .499 | .000 | .760 | 8.3 | 1.2 | .6  | 3.7* | 12.4 |
| 2001–02           | «Атланта Гокс»                | 3   | 2   | 27.3 | .500 | .000 | .545 | 5.3 | .3  | .3  | 2.7  | 8.7  |
| 2002–03           | «Атланта Гокс»                | 81  | 81  | 31.1 | .464 | .000 | .720 | 7.5 | .9  | .7  | 3.2* | 8.7  |
| 2003–04           | «Атланта Гокс»                | 53  | 52  | 31.1 | .458 | .000 | .653 | 7.2 | 1.0 | .6  | 3.1  | 8.3  |
| 2003–04           | «Портленд Трейл-Блейзерс»     | 32  | 31  | 31.8 | .540 | .000 | .629 | 7.3 | .6  | .8  | 4.4* | 7.3  |
| 2004–05           | «Портленд Трейл-Блейзерс»     | 63  | 45  | 27.5 | .447 | .000 | .692 | 5.3 | .5  | .4  | 2.5  | 4.8  |
| 2005–06           | «Портленд Трейл-Блейзерс»     | 55  | 19  | 23.7 | .571 | .000 | .651 | 5.1 | .5  | .3  | 1.6  | 4.9  |
| 2006–07           | «Бостон Селтікс»              | 2   | 2   | 22.0 | .333 | .000 | .750 | 3.5 | .0  | .5  | 1.5  | 2.5  |
| 2007–08           | «Міннесота Тімбервулвз»       | 10  | 6   | 21.4 | .511 | .000 | .680 | 3.9 | .7  | .3  | 1.9  | 6.3  |
| 2007–08           | «Детройт Пістонс»             | 16  | 3   | 13.9 | .450 | .000 | .667 | 3.1 | .4  | .3  | 1.1  | 3.0  |
| 2008–09           | «Філадельфія Севенті-Сіксерс» | 46  | 0   | 12.6 | .531 | .000 | .600 | 2.8 | .2  | .4  | 1.0  | 1.9  |
| 2009–10           | «Сан-Антоніо Сперс»           | 21  | 3   | 8.7  | .444 | .000 | .500 | 1.9 | .4  | .1  | .9   | 1.6  |
| 2009–10           | «Шарлотт Бобкетс»             | 28  | 26  | 22.3 | .466 | .000 | .783 | 4.2 | .6  | .3  | 1.5  | 5.1  |
| 2010–11           | «Лос-Анджелес Лейкерс»        | 10  | 0   | 7.0  | .167 | .000 | .000 | 1.3 | .3  | .2  | .5   | .2   |
| Усього за кар'єру | Усього за кар'єру             | 810 | 533 | 25.5 | .496 | .000 | .710 | 5.7 | .6  | .5  | 2.4  | 7.2  |

### Плей-оф
| Сезон             | Команда                       | GP | GS | MPG  | FG%  | 3P%  | FT%  | RPG | APG | SPG | BPG | PPG  |
| ----------------- | ----------------------------- | -- | -- | ---- | ---- | ---- | ---- | --- | --- | --- | --- | ---- |
| 1996              | «Детройт Пістонс»             | 1  | 0  | 4.0  | .000 | .000 | .000 | .0  | .0  | .0  | .0  | .0   |
| 1997              | «Детройт Пістонс»             | 3  | 0  | 6.0  | .750 | .000 | .500 | 1.3 | .3  | .3  | 1.3 | 2.7  |
| 1999              | «Філадельфія Севенті-Сіксерс» | 7  | 7  | 29.1 | .465 | .000 | .579 | 7.3 | .9  | .7  | 2.6 | 7.3  |
| 2000              | «Філадельфія Севенті-Сіксерс» | 10 | 10 | 37.4 | .475 | .000 | .723 | 7.9 | .9  | 1.0 | 3.0 | 13.0 |
| 2008              | «Детройт Пістонс»             | 12 | 0  | 10.9 | .500 | .000 | .500 | 2.3 | .1  | .1  | .9  | 1.3  |
| 2009              | «Філадельфія Севенті-Сіксерс» | 6  | 0  | 15.7 | .818 | .000 | .500 | 3.8 | .0  | .2  | .7  | 3.3  |
| 2010              | «Шарлотт Бобкетс»             | 4  | 4  | 11.8 | .375 | .000 | .500 | .8  | .3  | .5  | .0  | 1.8  |
| 2011              | «Лос-Анджелес Лейкерс»        | 1  | 0  | 1.0  | .000 | .000 | .000 | 1.0 | .0  | .0  | .0  | .0   |
| Усього за кар'єру | Усього за кар'єру             | 44 | 21 | 19.8 | .497 | .000 | .643 | 4.3 | .4  | .5  | 1.5 | 5.3  |